# Кенаса (руїни)
44°35′35″ пн. ш. 33°47′50″ сх. д. / 44.593154° пн. ш. 33.797240° сх. д.
Руїни кенаси — пам'ятка історії, монументального мистецтва та археології, що входить до комплексу пам'яток фортеці і печерного міста «Мангуп-Кале». Руїни кенаси розташовані у верхів'ях ущелини Табана-дере, в 20 м на південний схід від оборонної стіни.

## Опис
Кенаса стояла на прямокутному подвір'ї, оточеному кам'яними стінами з необробленого вапняку місцевої породи, в стіні були дві хвіртки. Будівля була прямокутною, орієнтованою за віссю північ-південь. Найкраще збереглася стіна (до 1,9 м висоти). Товщина стін — 0,9 — 1,2 м. Кладка — іррегулярна, бутова, на вапняному розчині. Вхід до будинку — з північно-західної сторони. Ширина дверного отвору — 1,35 м. Двір кенаси (10,5 х 16,0 м) був обнесений огорожею з бутового каменю на глині. В даний час руїни приховані рослинністю.
За караїмською традицією, гехал (шафа, де зберігалися сувої Тори) був влаштований на південному боці будівлі. Вздовж західного фасаду розміщувалася невелика площа. Із західного й зі східного боку, один навпроти одного, розташовувалися два входи, певно, окремі для чоловіків і для жінок. Дах кенаси був вкритий черепицею, її фрагменти знайдені поруч. Також на дворі знайшли монети XV—XVI ст., кераміку — фрагменти амфор і глечиків часів середньовіччя, і срібний перстень-печатку, прикрашений візерунками, зі вставкою з сердоліку та вирізьбленим написом: «Шабтай, син Баруха поважного раббі. Хай буде пам'ять його благословенна».
У 30 метрах від кенаси вчені виявили вибите в печері заглиблення, до якого ведуть прорізані в камені жолоби для стоку дощової води. Дослідники припускають, що це рештки мікви, отже, кенаса могла використовуватися й равіністами.

## Історія
Німецький вчений і мандрівник Петер Сімон Паллас на початку ХІХ ст. бачив на Мангупі караїмську кенасу й ще застав кілька будинків, у яких жили мангупські караїми-чинбарі, однак зауважив, що до 1800 р. караїми покинули це місто й воно спорожніло. Караїми були виселені звідти в 1793 р. й перебралися до Чуфут-Кале, Кезлева (Євпаторії) та Кефе (Феодосії).
Археолог Олександр Бертьє-Делагард на початку ХХ ст. писав про рештки кенаси, зазначивши, що це «бідна, проста споруда, мурована на глині; вікон і орнаментів у ній не було». Власне, нічого іншого дослідник побачити й не міг. Все, що можна було перенести з кенаси, караїми забрали з собою при переселенні на Чуфут-Кале наприкінці XVIII ст. З деталей мангупської святині вони звели там Малу кенасу. Те, що залишилося від кенаси Мангупа, досліджують археологи ще з початку ХХ ст. Зокрема, зачистка залишків будівлі проводилася в 1912 році Лепером (Херсонеський музей).